# 하미트 카플란
하미트 카플란(튀르키예어: Hamit Kaplan, 1934년 9월 20일~1976년 1월 5일)은 튀르키예의 레슬링 선수이다. 1956년 하계 올림픽에서 자유형 헤비급 금메달을 획득했으며 1960년 올림픽에서 은메달, 1964년 올림픽에서 동메달을 획득했다. 
은퇴 후에는 사업가로 일했으나 1976년에 교통 사고로 사망했다. 2011년에 국제 레슬링 연맹 명예의 전당에 헌액되었다.